# Багиров, Рубен Христофорович
Рубен Христофорович Багирян  (арм. Ռուբեն Քրիստափորի Բաղիրյան; 17 июня 1908, Шуша, Елизаветпольская губерния, Российская империя — 20 февраля 1978, Пятигорск, Ставропольский край, РСФСР, СССР) — советский офицер, участник Великой Отечественной войны, Герой Советского Союза.

## Биография
Армянин, родился в многодетной семье рабочего в Карабахе, в городе Шуше, который находился в составе Российской империи (ныне — в составе Азербайджана). Окончил не полную среднюю школу, работал на фабрике.
В 1943 году во время очередной мобилизации был призван в ряды Красной Армии, в этом же году стал членом ВКП(б)/КПСС, и был направлен на прохождение ускоренного курса Ашхабадского военного пехотного училища, окончив который с июня 1944 года в звании младшего лейтенанта в должности командира взвода 1176-го стрелкового полка 350-й стрелковой дивизии 13-й армии 1-го Украинского фронта участвовал в боях с немецко-фашистскими захватчиками. Особо отличился в ходе освобождения Правобережной Украины и Польши, при форсировании рек Западный Буг, Сан, Висла.
18 июля 1944 года лейтенанту штабом была поставлена задача завладеть и не дать противнику заминировать мост через реку Западный Буг, лейтенант Багиров со своей группой блестяще справился с поставленной перед ним задачей его взвод скрытно проник в тыл противника в районе города Кристинополь (ныне Червоноград Львовской области) и отбил у врага железнодорожный мост через реку Западный Буг.В ходе боя за переправу было уничтожено до роты гитлеровских солдат в том числе все минёры, а также 6 миномётов и орудие. Сам командир взвода лично истребил 6 гитлеровцев, которые прорвались к мосту, чтобы взорвать его. При этом он обнаружил и обезвредил фугасы, заложенные раньше. Благодаря блестяще проведённой операции танковые части и стрелковые подразделения под прикрытием пулемётчиков взвода Багирова получили возможность форсировать реку по мосту.
24 июля 1944 года ровно через неделю после операции на реке Западный Буг, пред взводом была поставлена задача форсировать реку Сан. Ночью того же дня группа Багирова под непрерывным обстрелом противника форсировала водную преграду и прорвав оборонительную линию врага продвинулась на 800 метров от берега где и окопались, гитлеровцы попытались ликвидировать опасный для них плацдарм и предприняли несколько решительных контратак. Но все они были успешно отбиты, и Багиров с бойцами крепко удерживал занятый рубеж до подхода остальных сил полка. После подхода подкрепления не выключившись из боя группа солдат под командованием отважного офицера ловким манёвром взяла в «клещи» группу гитлеровцев, в этот же день при штурме города Лежайск взвод Багирова в результате незаметного манёвра ворвался в город с тылу немецких войск, чем способствовал взятию города. После окончания боя на левом берегу реки Сан дивизионная газета писала:
Солдат противника было намного больше, чем наших. Они двигались с расчётом нанести фланговый удар. Пулеметчик Дозорец скрытыми путями пробрался далеко вперед и занял позицию, с которой ему немцы были видны, как на ладони. Тем временем бойцы разделились на две группы. Одну возглавил офицер Юловский, другую — офицер Багиров. Группы начали обходить немцев слева и справа. Когда фрицы зашли в промежуток между группами, Юловский и Багиров дали сигнал к открытию огня. Дружно заговорили винтовки и автоматы. Немцы шарахнулись назад, но обратный путь им преградил пулеметным огнём Дозорец. «Клещи» вокруг немцев сжались быстро. На поле боя осталось до 40 фашистов. Оставшиеся в живых 32 гитлеровца подняли руки. В тот же день взвод лейтенанта Багирова в бою за город Лежайск смело обошёл противника и внезапным ударом с тыла способствовал успешному выполнению поставленной перед батальоном задачи.
Развивая наступление, войска 1-го Украинского фронта вышли в реке Висле в районе города Сандомир. В ночь на 28 июля Багиров с пятью бойцами с помощью польских партизан переплыл реку, разведал брод. На рассвете дивизия без потерь форсировала Вислу по разведанному броду и закрепилась на западном берегу. В развернувшихся на Сандомирском плацдарме боях вновь отличился лейтенант Багиров. Только в боях за город Кашица его бойцы уничтожили более 60 гитлеровцев, а Багиров лично уничтожил один танк и несколько фашистов. 16 августа в ночном бою он был тяжело ранен.
Указом Президиума Верховного Совета СССР от 23 сентября 1944 года за образцовое выполнение заданий командования и проявленные мужество и героизм в боях с немецко-фашистскими захватчиками лейтенанту Рубену Христофоровичу Багирову было присвоено звание Героя Советского Союза с вручением ордена Ленина и медали «Золотая Звезда» (№ 7697)
После лечения и выписки из госпиталя лейтенант Багиров продолжал службу в армии, в которой во время Великой Отечественной войны проявил свои лучшие качества и снискал славу мастера преодоления водных рубежей,демобилизовался в конце 1945 года, после увольнения в запас жил и работал в городе Пятигорске Ставропольского края. Умер там же 20 февраля 1978 года.

## Память
- Согласно распоряжению главы города Пятигорска имя героя было высечено на памятной доске в Алее героев[3]
- Имя героя высечено на памятнике воинам-освободителям г. Червоноград,  Львовской области, Украина.

## Награды
- Герой Советского Союза (23.09.1944)[2]
- орден Ленина
- орден Красной Звезды
- Медали